# Super League (Malawi)
De TNM Super League is de hoogste voetbaldivisie van Malawi. De competitie werd opgericht in 1986.
De naam TNM Super Liga komt van telefoonprovider Telekom Networks Malawi.

## TNM Super League 2014/2015
- Airborne Rangers (Salima)
- Big Bullets (Blantyre)
- Blantyre United (Blantyre)
- Blue Eagles (Lilongwe)
- Chikwawa United
- CIVO United (Lilongwe)
- EPAC United (Lilongwe)
- Kamuzu Barracks (Lilongwe)
- Karonga United
- MAFCO (Salima)
- Mighty Wanderers (Blantyre)
- Moyale Barracks (Mzuzu)
- Red Lions (Zomba)
- Silver Strikers (Lilongwe)
- Tigers FC (Blantyre)

## Kampioenschappen
- 1986 : Bata Bullets
- 1987 : CIVO United
- 1988 : MDC United
- 1989 : ADMARC Tigers
- 1990 : Limbe Leaf Wanderers
- 1991 : Bata Bullets
- 1992 : Bata Bullets
- 1993 : Silver Strikers
- 1994 : Silver Strikers
- 1995 : Limbe Leaf Wanderers
- 1995-96 : Silver Strikers
- 1996-97 : Telecom Wanderers
- 1997-98 : Telecom Wanderers
- 1998-99 : Bata Bullets
- 1999-00 : Bata Bullets
- 2000-01 : Total Big Bullets
- 2001-02 : Total Big Bullets
- 2002-03 : Bakili Bullets
- 2004 : Bakili Bullets
- 2005-06 : Big Bullets
- 2006 : MTL Wanderers
- 2007 : Escom United
- 2008 : Silver Strikers
- 2009-10 : Silver Strikers
- 2010-11 : ESCOM United
- 2011-12 : Silver Strikers
- 2012-13 : Silver Strikers
- 2013-14 : Silver Strikers
- 2014-15 : Big Bullets
- 2015-16 : Big Bullets
- 2024: Silver Strikers FC